# Sam Menning
Samuel Albert William Menning, detto Sam (5 maggio 1925 – Burbank, 29 marzo 2010), è stato un attore, fotografo ed elettricista statunitense.
Sam ha lavorato come elettricista a Hollywood, prima di iniziare a recitare. Il suo primo ruolo fu nel film Fantasm Comes Again. Da allora, Sam è apparso in molti film, tra cui The Prestige, Che vita da cani!, e The Adventures of Young Indiana Jones: Hollywood Follies. È anche apparso in alcuni episodi di Sabrina, vita da strega, My Name is Earl, E.R. - Medici in prima linea, Una mamma per amica e Scrubs.
Morì a 85 anni il 29 marzo 2010.

## Filmografia parziale

### Cinema
- Che vita da cani! (Life Stinks), regia di Mel Brooks (1991)
- Speedway Junky, regia di Nickolas Perry (1999)
- The Prestige, regia di Christopher Nolan (2006)

### Televisione
- Sabrina, vita da strega
- My Name is Earl
- E.R. - Medici in prima linea (ER)
- Una mamma per amica (Gilmore Girls)
- Scrubs - Medici ai primi ferri (Scrubs)